# Timex Computer 2048
Timex Computer 2048 je počítač kompatibilní s počítačem Sinclair ZX Spectrum. Jedná se o následníka počítačů Timex Sinclair 2068 a Timex Computer 2068 vyráběného v Portugalsku pobočkou společnosti Timex Sinclair.
Technicky se jedná o počítač plně kompatibilní se ZX Spectrem 48K, má tedy pouze 16 KiB ROM, neobsahuje zvukový čip, nicméně po jeho předchůdcích mu zůstaly rozšířené grafické možnosti. Jsou přístupné i možnosti stránkování paměti, ale rozšířená paměť není připojena a není možné ani připojit paměťové cartridge.
Počítač má vestavěný port pro Kempston joystick.

## Technické Informace
- procesor: Z80A, taktovací frekvence 3,50 MHz,
- paměť RAM: 48 KiB,
- paměť ROM: 16 KiB.

### Používané porty
| desítkově | šestnáctkově | dekódování | význam                                            |
| 31        | 1F           | xx0xxxxx   | Kempston joystick                                 |
| 254       | FE           | 11111110   | klávesnice, magnetofon, reproduktor, barva okraje |
| 255       | FF           | 11111111   | výběr grafického režimu                           |